# Eishockey-Landesliga Bayern 2016/17
Die Eishockey-Landesliga Bayern 2016/17 wurde unter dem Dach des Bayerischen Eissportverbandes (BEV) organisiert und ist nach der Bayernliga (Regionalliga) eine der fünfthöchsten Spielklassen im deutschen Eishockey.

## Saisonverlauf
Die Eishockey-Landesliga 2016/17 war die 69. Ausspielung dieser Liga. Meister und Aufsteiger wurde der EV Füssen. Der Vizemeister EC Bad Kissingen konnte sich zwar sportlich über die Aufstiegsrelegation zur Bayernliga 2017/18 qualifizieren, hat aber vom BEV keine Spielerlaubnis für die Bayernliga erhalten und mussten so in der Landesliga verbleiben. Absteiger war der EHC 80 Nürnberg, der zugleich das Amateurteam des EHC 80 aus dem Spielbetrieb des BEV zurückzog.

### Modus
In der Saison 2016/17 wurde die Landesliga in drei Vorrundengruppen als Einfachrunde ausgespielt. Nach der Vorrunde qualifizierten sich die ersten vier Mannschaften aller Gruppen für die Zwischenrunde, während die Mannschaften auf Platz 5 bis 8 jeder Gruppe an der Abstiegsrunde teilnahmen.
In der Zwischenrunde, die in zwei Gruppen zu je 6 Mannschaften als Einfachrunde ausgespielt wurde, wurden die 8 Teilnehmer für die Playoffs ermittelt. In den Playoffs wurde im Modus „Best of Three“ der Meister der Landesliga und zugleich Direktaufsteiger in die Bayernliga ausgespielt. Der Vizemeister qualifizierte sich für die Relegation gegen den Vorletzten der Bayernliga.
Nach der Abstiegsrunde, die wie die Zwischenrunde in zwei Gruppen zu je 6 Mannschaften als Einfachrunde ausgespielt wurde, waren die Mannschaften auf den ersten beiden Plätzen für die Landesliga 2016/17 sportlich qualifiziert, während die Mannschaften auf Platz 3 bis 6 an den Play-Downs teilnahmen.
In den Playdowns, die nach dem Modus „Best of Three“ ausgespielt wurden, wurden in zwei Runden die beiden sportlichen Absteiger in die Bezirksliga ermittelt.

## Teilnehmer
Nicht mehr dabei waren die Auf- und Absteiger der Vorsaison. Absteiger aus der Bayernliga gab es nicht. Neu (N) in der Liga waren die Aufsteiger aus den Bezirksligen.

### Platzierungen Vor- und Zwischenrunde
| Vorrunde Nord/Ost | Vorrunde Mitte | Vorrunde Süd/West | Zwischenrunde A | Zwischenrunde B |
| --- | --- | --- | --- | --- |
|  1. ERV Schweinfurt - 2. ERSC Amberg - 3. EC Bad Kissingen - 4. EV Dingolfing - 5. EHC Straubing (N) - 6. ESC Haßfurt  7. EHC 80 Nürnberg - 8. VER Selb 1b |  1. SE Freising (N) - 2. EHC Bad Aibling - 3. TSV Farchant (N) - 4. EV Fürstenfeldbruck - 5. TSV Trostberg - 6. ESC Vilshofen - 7. EC Bad Tölz 1b - 8. SC Reichersbeuern |  1. EV Füssen (N) - 2. EHC Königsbrunn - 3. EV Pfronten - 4. EV Bad Wörishofen - 5. VfE Ulm/Neu-Ulm - 6. ESC Kempten - 7. ESV Burgau 2000 - 8. SC Forst |  1. EC Bad Kissingen - 2. EV Dingolfing - 3. ERV Schweinfzurt - 4. ERSC Amberg - 5. EHC Bad Aibling - 6. TSV Farchant |  1. EV Füssen - 2. EHC Königsbrunn - 3. EV Bad Wörishofen - 4. EV Pfronzen - 5. EV Fürstenfeldbruck - 6. SE Freising |

Zwischenrundenteilnehmer fett gedruckt  Gruppensieger  Absteiger −  Bayerischer Vizemeister  Bayerischer Meister und Aufsteiger − Playoffteilnehmer fett gedruckt

### Playoffs
|  | Viertelfinale | Viertelfinale     | Viertelfinale   | Viertelfinale | Viertelfinale | Viertelfinale | Viertelfinale |    |                     | Halbfinale | Halbfinale | Halbfinale | Halbfinale | Halbfinale | Halbfinale | Halbfinale |  |  | Finale | Finale | Finale | Finale | Finale | Finale | Finale |
|  |               |                   |                 |               |               |               |               |    |                     |            |            |            |            |            |            |            |  |  |        |        |        |        |        |        |        |
|  | A1            | EC Bad Kissingen  | 7               | 6             | –             | /             | 2             |    |                     |            |            |            |            |            |            |            |  |  |        |        |        |        |        |        |        |
|  | B4            | EV Pfronten       | 3               | 4             | –             | /             | 0             |    |                     |            |            |            |            |            |            |            |  |  |        |        |        |        |        |        |        |
|  | B4            | EV Pfronten       | 3               | 4             | –             | /             | 0             | A1 | EC Bad Kissingen    | 5          | 3          | 4          | /          | 3          |            |            |  |  |        |        |        |        |        |        |        |
|  |               |                   |                 |               |               |               |               | A1 | EC Bad Kissingen    | 5          | 3          | 4          | /          | 3          |            |            |  |  |        |        |        |        |        |        |        |
|  |               | B2                | EHC Königsbrunn | 3             | 4             | 2             | /             | 1  |                     |            |            |            |            |            |            |            |  |  |        |        |        |        |        |        |        |
|  | A2            | B2                | EHC Königsbrunn | 3             | 4             | 2             | /             | 1  | EV Dingolfing       | 3          | 5          | –          | /          | 2          |            |            |  |  |        |        |        |        |        |        |        |
|  | A2            |                   |                 |               |               |               |               |    | EV Dingolfing       | 3          | 5          | –          | /          | 2          |            |            |  |  |        |        |        |        |        |        |        |
|  | B3            | EV Bad Wörishofen | 1               | 2             | –             | /             | 0             |    |                     |            |            |            |            |            |            |            |  |  |        |        |        |        |        |        |        |
|  |               |                   |                 |               |               |               |               | A1 | Bad Kissinger Wölfe | 4          | 1          | –          | /          | 0          |            |            |  |  |        |        |        |        |        |        |        |
|  |               | B1                | EV Füssen       | 8             | 3             | –             | /             | 2  |                     |            |            |            |            |            |            |            |  |  |        |        |        |        |        |        |        |
|  | B1            | EV Füssen         | 4               | 4             | –             | /             | 2             |    |                     |            |            |            |            |            |            |            |  |  |        |        |        |        |        |        |        |
|  | A4            | ERSC Amberg       | 2               | 2             | –             | /             | 0             |    |                     |            |            |            |            |            |            |            |  |  |        |        |        |        |        |        |        |
|  | A4            | ERSC Amberg       | 2               | 2             | –             | /             | 0             | B1 | EV Füssen           | 4          | 6          | –          | /          | 2          |            |            |  |  |        |        |        |        |        |        |        |
|  |               |                   |                 |               |               |               |               | B1 | EV Füssen           | 4          | 6          | –          | /          | 2          |            |            |  |  |        |        |        |        |        |        |        |
|  |               | A2                | EV Dingolfing   | 3             | 2             | –             | /             | 0  |                     |            |            |            |            |            |            |            |  |  |        |        |        |        |        |        |        |
|  | B2            | A2                | EV Dingolfing   | 3             | 2             | –             | /             | 0  | EHC Königsbrunn     | 3          | 3          | –          | /          | 2          |            |            |  |  |        |        |        |        |        |        |        |
|  | B2            |                   |                 |               |               |               |               |    | EHC Königsbrunn     | 3          | 3          | –          | /          | 2          |            |            |  |  |        |        |        |        |        |        |        |
|  | A3            | ERV Schweinfurt   | 2               | 0             | –             | /             | 0             |    |                     |            |            |            |            |            |            |            |  |  |        |        |        |        |        |        |        |

Meister mit Aufstiegsrecht wurde der EV Füssen, Vizemeister und Teilnehmer der Aufstiegsrelegation waren die EC Bad Kissinger Wölfe, Platz 3 belegte der EHC Königsbrunn

### Playdown
Beide Runden wurden im Modus Best-of-Three ausgetragen.
Runde 1
|                   | Gesamt |                 | Spiel 1 | Spiel 2 | Spiel 3 |
| ----------------- | ------ | --------------- | ------- | ------- | ------- |
| EC Bad Tölz 1b    | 2:1    | EHC 80 Nürnberg | 5:0     | 0:5 W   | 8:0     |
| EHC Straubing     | 2:0    | VER Selb 1b     | 3:2 V   | 6:4     | -       |
| SC Reichersbeuern | 2:1    | ESC Kempten     | 6:4     | 1:5     | 5:3     |
| ESV Burgau 2000   | 2:0    | SC Forst        | 6:3     | 5:3     | -       |

Runde 2
|             | Gesamt |                 | Spiel 1 | Spiel 2 | Spiel 3 |
| ----------- | ------ | --------------- | ------- | ------- | ------- |
| VER Selb 1b | 2:0    | EHC 80 Nürnberg | 5:1     | 3:2     | -       |
| SC Forst    | 2:0    | ESC Kempten     | 9:3     | 2:1     | -       |

Damit waren der EHC 80 Nürnberg und der ESC Kempten die sportlichen Absteiger.
Da sich die Nürnberger am Ende der Saison vom Spielbetrieb des BEV zurückzogen und es
auch keine Absteiger aus der Bayernliga 2016/17 gab,
konnte der ESC Kempten in der Liga verbleiben.

### Relegation Bayernliga – Landesliga
- Aufstiegsrelegation: Der Vorletzte der Bayernliga, Wanderers Germering, trat gegen den Vizemeister der Landesliga an.

|                                              | Serie | Spiel 1 | Spiel 2 | Spiel 3 |
| -------------------------------------------- | ----- | ------- | ------- | ------- |
| Wanderers Germering – EC Bad Kissinger Wölfe | 1-2   | 4:3     | 3:8     | 1:2     |

Die Bad Kissinger Wölfe waren somit sportlicher Aufsteiger in die Bayernliga 2017/18.